# 春日潤也
春日 潤也（かすが じゅんや、1982年10月3日 - ）は日本のファッションモデル、俳優。島根県出身。レプロエンタテインメント所属。特技はスケートボード、陸上。趣味でサーフィンも嗜む。
2019年より東京都ー出雲（地元）間で２拠点ワークライスタイルを実践しており、月の半々を行き来している。（東京ではモデル、CM、雑誌の仕事、出雲では自身が役員＋プロデュースに携わっているBSKK（アウトドアやアクティビティを支点に、そこにある環境で最良のギアの選び方を模索し提案していく、LIFE IS TOO SHORT FOR GOOD COFFEESをコンセプトに直火焙煎したCOFFEEやOUTDOOR COFFEEの楽しみ方も展開中、築１００年の旧家を改装したブランドショップ、レストラン（高濱庭園）も同時展開中。
数多くのアーティストのPVや、ファッション雑誌などで活躍。モデル、俳優活動のほかにもオリジナルブランド『LMR』を手がけている。

## 出演

### ドラマ
- CAとお呼びっ!（日本テレビ）
- 新マチベン 〜オトナの出番〜（NHK）
- 夢路（TBS）
- Stand Up!!（TBS）
- 仮面ライダー剣（テレビ朝日）第18話
- Deep Love（テレビ東京）
- 恋空（TBS）

### Web
- Ploom（CLUB JT)

### 映画
- クローズZERO
- MIRRORLIAR FILMS Season1「B級⽂化遺産」（2021年9月17日、イオンエンターテイメント）- 主演

### CM
- NTTドコモ 「手のひらケータイ」篇
- マクドナルド 「はじける夏・サルサ」篇、「とろける夏・てりやき」篇
- ニベア花王 「ウォータリングリップ」
- モンデリーズ・ジャパン 「ホールズ[1]」
- 日産・エクストレイル 2020年
- セブンイレブンコーヒー（キリマンジェロ） 2020年
- 栄光ゼミナールwebCM 2020年
- ペアーズ・エンゲージ 2020年
- 富士通 FMV 2021年
- 雪印メグミルク 6Pチーズ「とろッピ～」編 2021年
- 東京建物　Brillia 2022年
- RECRUIT DIRECT SCOUT 「action」編　2023年

### ショートムービー
- bud（国士舘大学)
- 「SEGA link」

### PV
- スネオヘアー 『ワルツ』
- Aqua Timez 『小さな掌』
- ムック 『謡声』
- ライムライト 『キサラギ』
- 山嵐 『go your way』、『湘南未来絵図』
- 175R 『春風』
- 童子-T 『もう一度...』feat.BENI
- 新垣結衣『赤い糸』
- YUI『I'll be』

### ショー
- choi chang ho （東京コレクション）

## 書籍

### 雑誌
- FINEBOYS
- Samurai magazine
- GET ON!
- Street Jack
- smart
- ollie
- relax
- OCEANS
- GOOUT